# Internationale Gartenbaumesse Tulln
Die Internationale Gartenbaumesse Tulln in Tulln an der Donau ist mit jährlich rund 100.000 Besuchern eine der größten europäischen Messen rund um die Themen Gärten, Floristik, Gartentechnik, -planung und -zubehör. Die an fünf Tagen im August stattfindende Messe wird veranstaltet vom Bundesverband der Österreichischen Gärtner und der Messe Tulln. Die fünf Messetage der Internationalen Gartenbaumesse Tulln bieten neben Einkaufsmöglichkeiten von Pflanzen und Gartenausstattung umfassende Informationen zu Gärten und Gartengestaltung, Obst, Gemüse, Blumen und den aktuellen Trends rund um Grün-Oasen.
Ein Teil der Messe ist jedes Jahr die Komplett-Gestaltung einer Halle durch die Österreichischen Gärtner und Floristen. Die Halle 1 der Messe, die Donauhalle, ist unter einem jährlich wechselnden Motto gänzlich floralen Kunstwerken gewidmet.

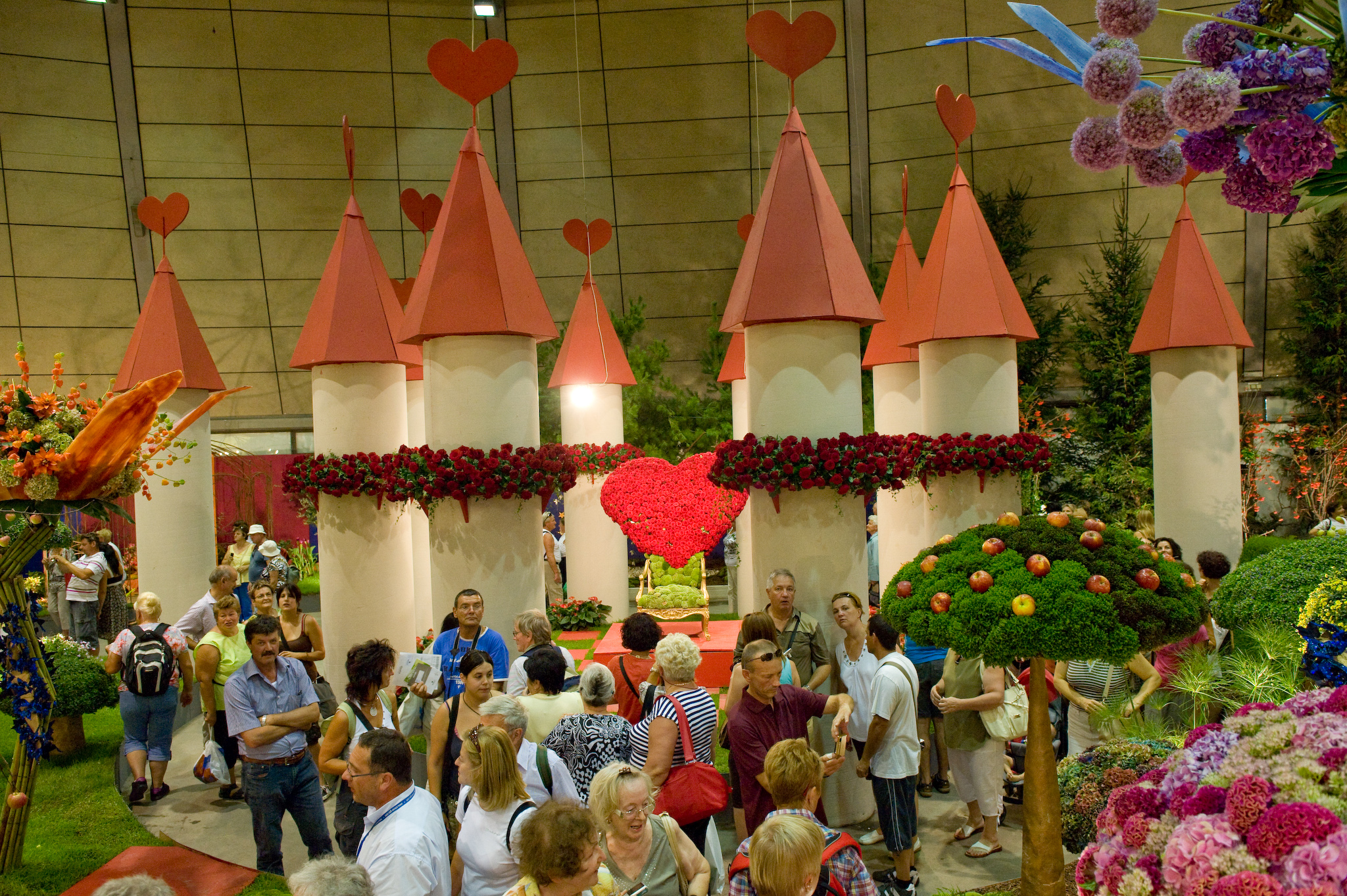
Leistungsschau der Österreichischen Gärtner und Floristen

## Geschichte der Internationalen Gartenbaumesse Tulln
Die Gartenbaumesse von europäischem Format wie sie heute in Tulln stattfindet, hat ihren Ursprung in dem traditionellen Blumenkorso der Blumenstadt Tulln aus dem Jahr 1954. Die große Beliebtheit des Blumen-Umzugs führte zu einem immer größeren Platzbedarf und dadurch zu der Gründung der Messe Tulln. Seit dem Jahr 1967 findet die Internationale Gartenbaumesse Tulln auf dem Messegelände in Tulln statt. Direkt neben dem Messegelände wurde im Jahr 2008 auch die Niederösterreichische Landesgartenschau errichtet, die seit damals als Garten Tulln auch eine Dauereinrichtung ist und so sich mit der Gartenbaumesse ergänzt.